# Peter Schödlbauer
Peter Schödlbauer (* 18. September 1972 in Kötzting) ist seit 2016 Bundestrainer des DRIV-Bundeskaders. Unter seiner Leitung wurden etliche Welt- und Europameistertitel nach Deutschland geholt. Die Sparte Inline Alpin ist die erfolgreichste Sparte des Deutschen Rollsport und Inline Verbandes (DRIV).
Außerdem ist er verantwortlich für den Bereich Ausbildung. Unter seiner Federführung wurde der Rahmenausbildungsplan angepasst und das neue Ausbildungskonzept erstellt und seitdem erfolgt eine Ausbildung nach den Vorgaben des Deutschen Olympischen Sportbundes (DOSB).
Er selbst ist DOSB-A-Lizenz-Trainer Inline Alpin und DOSB-Ausbilder.
| Personendaten    | Personendaten                                 |
| ---------------- | --------------------------------------------- |
| NAME             | Schödlbauer, Peter                            |
| KURZBESCHREIBUNG | deutscher Bundestrainer des DRIV Bundeskaders |
| GEBURTSDATUM     | 18. September 1972                            |
| GEBURTSORT       | Kötzting                                      |